# Plan hippodamic

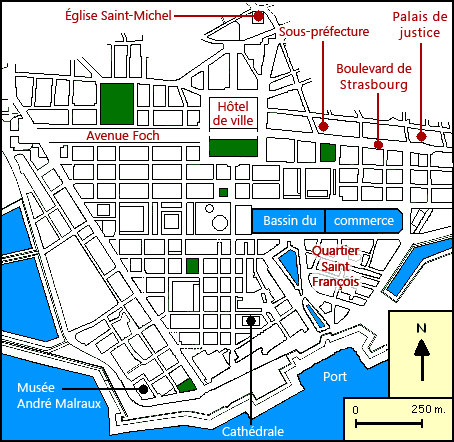
Planul ortogonal al orașului Le Havre, centrul orașului reconstruit după cel de al Doilea Război Mondial.

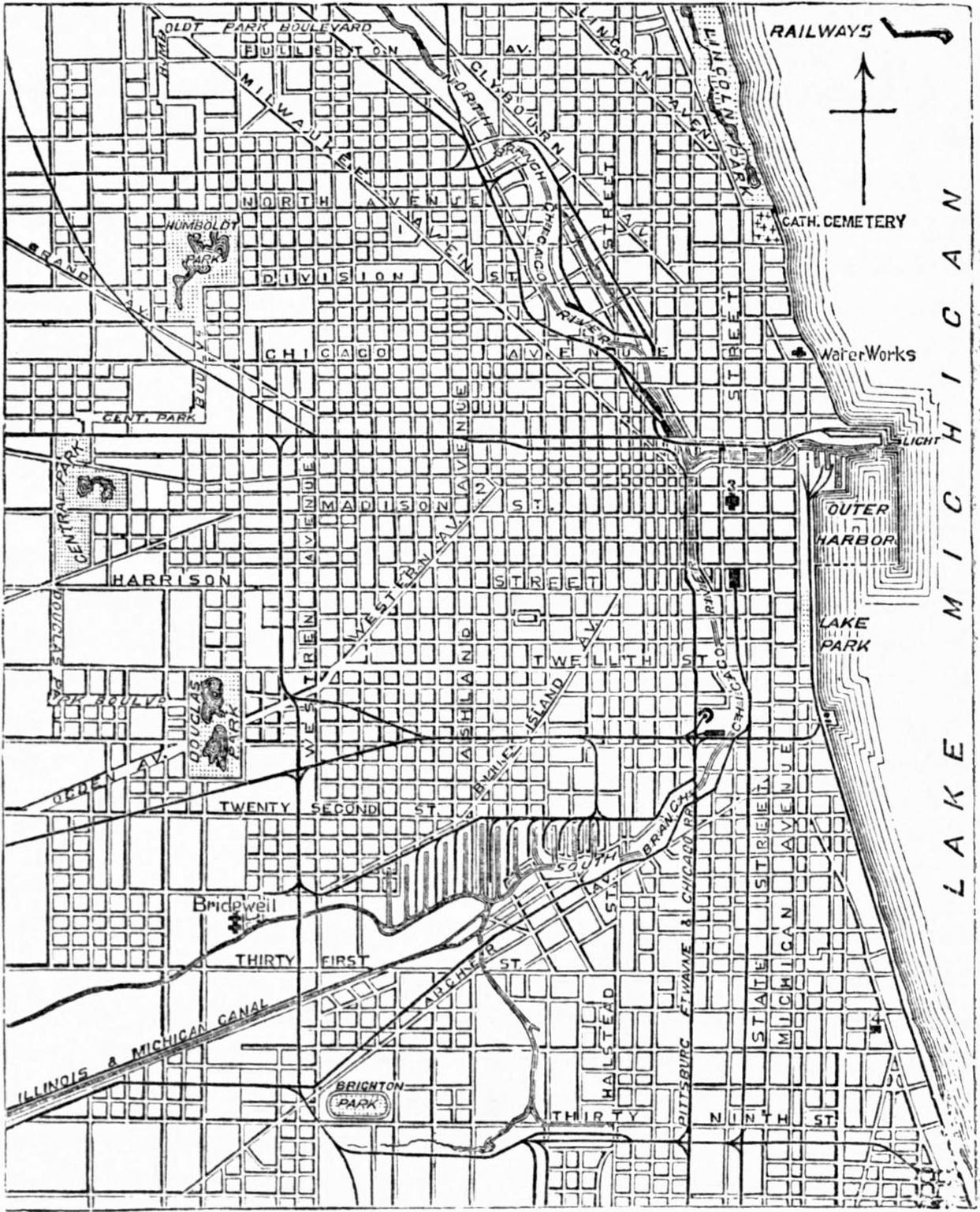
Planul centrului orașului Chicago (1848).

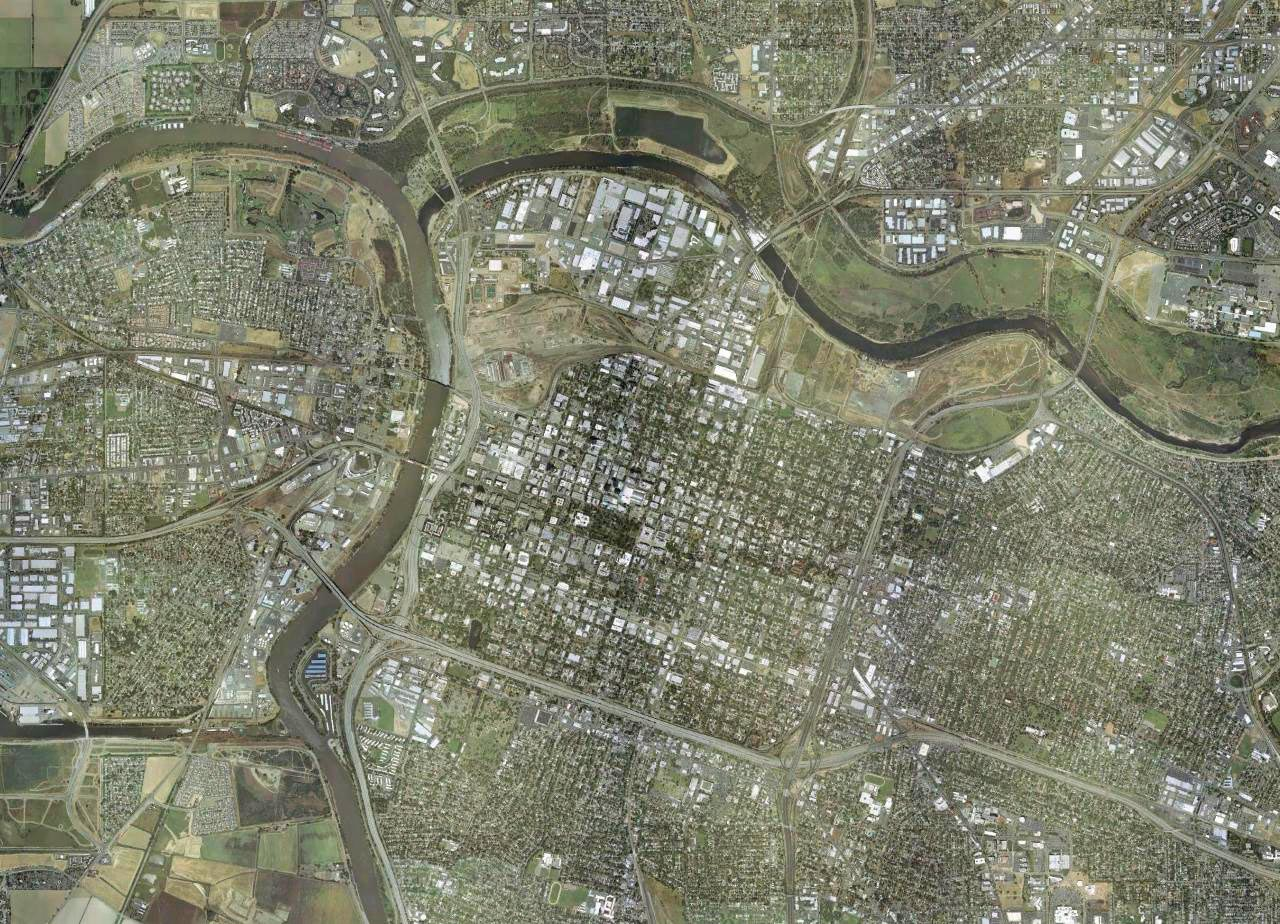
Vedere din satelit a orașului Sacramento (California).

Un plan hippodamic sau hippodamian, sau milesian, sau în tablă de dame sau în tablă de șah, sau cadrilat, sau ortogonal, este, în urbanism, un tip de organizare a orașului în care străzile sunt rectilinii și se întretaie în unghi drept, creând insule de formă pătrată sau dreptunghiulară.

## Origine
Adjectivul hippodamic este un derivat al numelui arhitectului antic grec Hippodamos, considerat ca unul dintre părinții urbanismului și ale cărui planuri de amenajare erau caracterizate prin străzi rectilinii și largi care se întretaie în unghi drept.
Calificativul milesian provine de la orașul de naștere a lui Hippodamos, Milet.
Denumirea de în tablă de dame sau în tablă de șah face referire la „tabla” jocului de dame sau a jocului de șah, care formează un motiv identic.

## Prezentare
Acest plan traduce voința fondatorilor orașului de a organiza spațiul în mod rațional. Cu un asemenea plan, în teorie, este posibilă calcularea distanțelor dintre două blocuri oricare ar fi cartierul în care s-ar afla, cu algoritmul „distanței din Manhattan”.
Totuși, în ciuda simplității aparente, acest tip de plan prezintă incoveniente. Se lungesc timpii traseului (dacă nu se deschid și „diagonale”) pentru a circula, cum sunt Barcelona, sau Broadway în Manhattan, care nu se sinchisesc de topografie. Însă incovenientul pantei abrupte a străzilor din San Francisco, care este un exemplu celebru, constituie totuși unul din șarmurile acestui oraș.

## Așezări cu plan hippodamic
Au plan hippodamic:
- orașele fondate de greci în epoca elenistică și de romani, în Antichitate;
- Etrusco ritu al delimitării etrusce, pentru fondarea orașelor, impunea un asemenea plan, chiar dacă configurația locurilor de implantare nu a permis totdeauna  să fie respectat.
- orașe chineze, cum este Beijing;
- unele orașe japoneze, cum este vechea capitală, Heiankyo (Meaco apoi Kyōto), și orașul modern Sapporo ;
- numeroase orașe din Canada cum este Montréal (unde o stradă străbate orașul între extremitățile Vest și Est ale localității), în Statele Unite ale Americii cum este New York (unde axele de circulație sunt numite „street” sau „avenue”, potrivit orientării lor);
- orașe baroce, cum este Torino, în Italia;
- orașele fondate de europeni, în timpul colonizării, cum sunt Kinshasa sau New Delhi, și orașele fondate după obținerea independenței „noilor țări”;
- orașele reconstruite după o catastrofă, precum cartierul Baixa la Lisabona sau Reggio Calabria;
- Centrele orașelor franceze care au fost bombardate și reconstruite după al Doilea Război Mondial:  Le Havre, Brest cartiere din estul orașului Nisa etc. Mai multe orașe din Scandinavia, precum sunt Alta din Norvegia sau Rovaniemi din Finlanda, au fost și ele reconstruite după 1945.
- orașele concepute în secolul al XX-lea cum sunt polderele neerlandeze Haarlemmermeer, sau noul oraș Val-de-Reuil construit în anii 1970.
- numeroase orașe din America Latină construite de colonii spanioli, cum este Bogota. Aceste planuri de urbanism prezentau avantajul unei mai bune circulații a aerului presupusă că reduce riscurile de epidemii, conform învățăturilor lui Galenus. Un alt avantaj era ușurința de apărare în cazul unei eventuale revolte indiene.

## Galerie de imagini

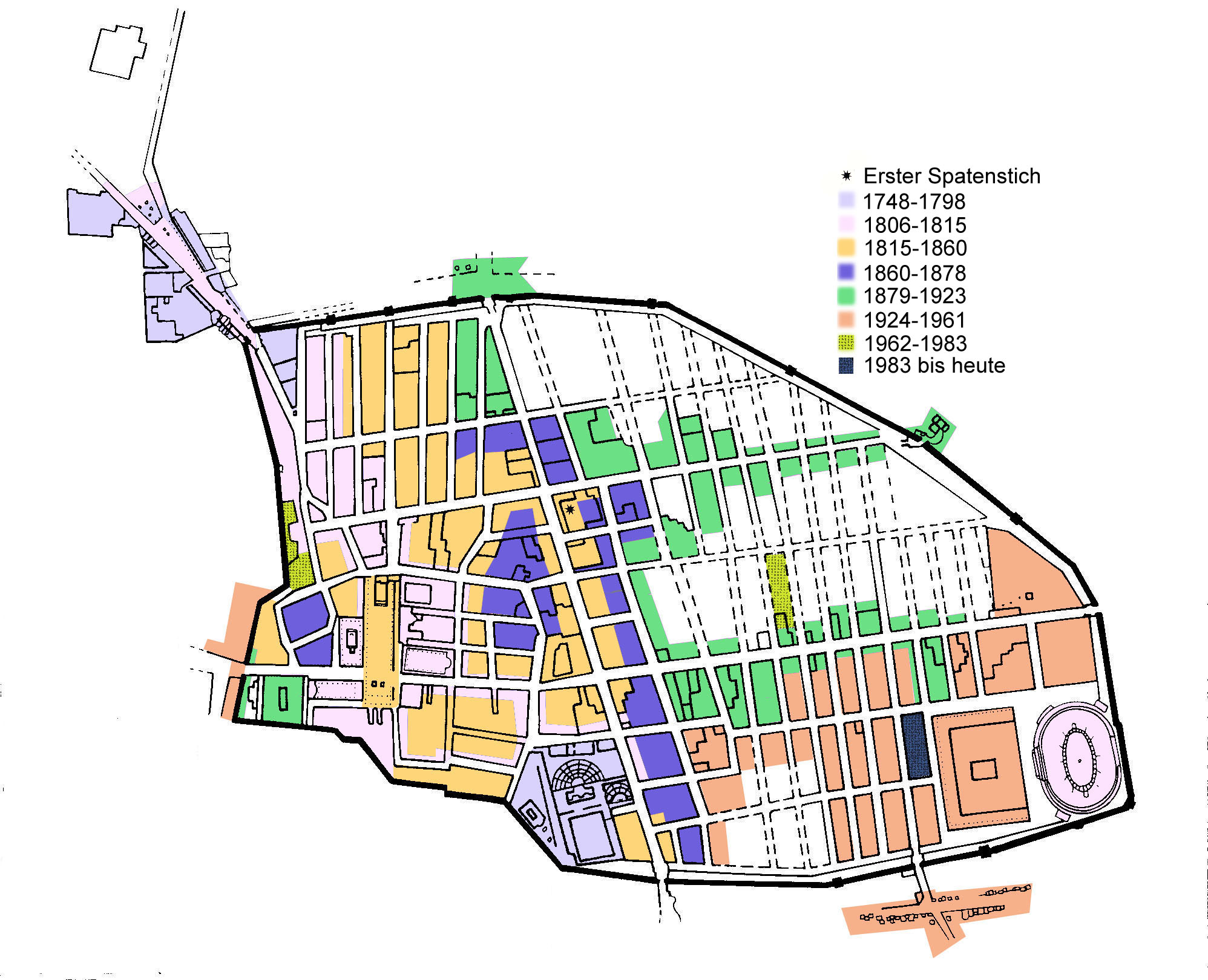
Plan al orașului Pompeii.
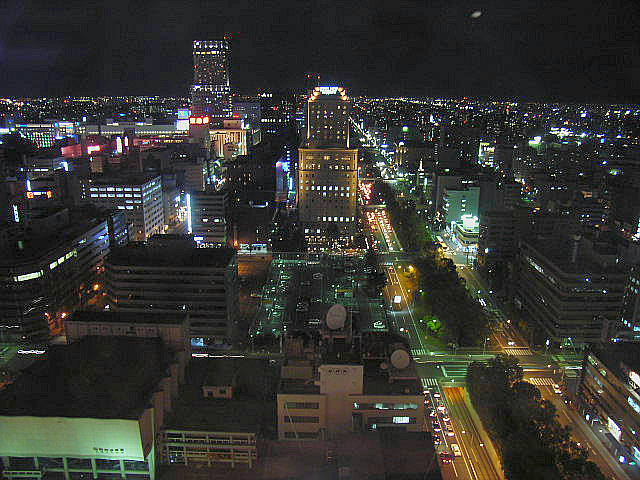
Sapporo noaptea.
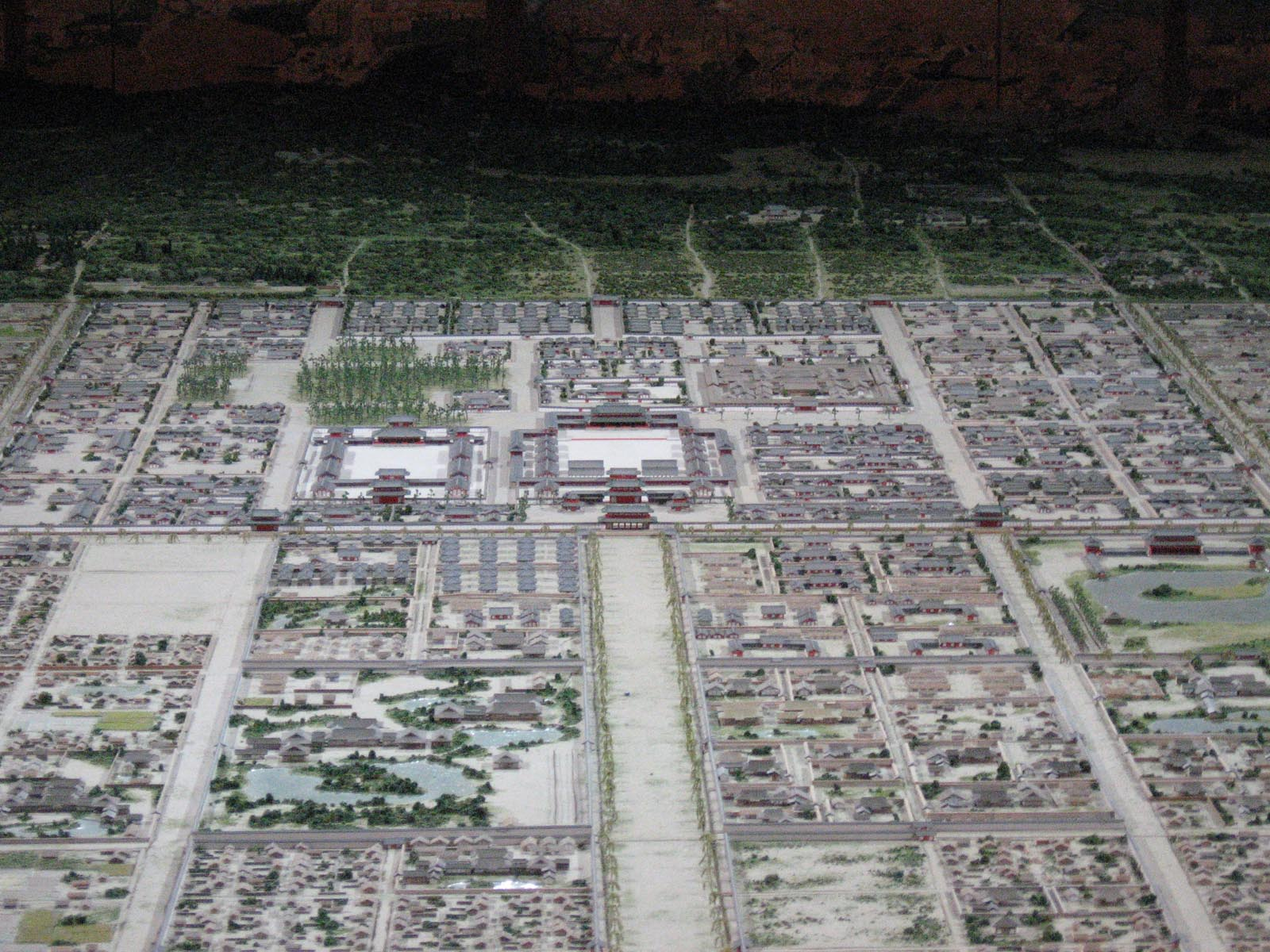
Macheta orașului Heiankyo.
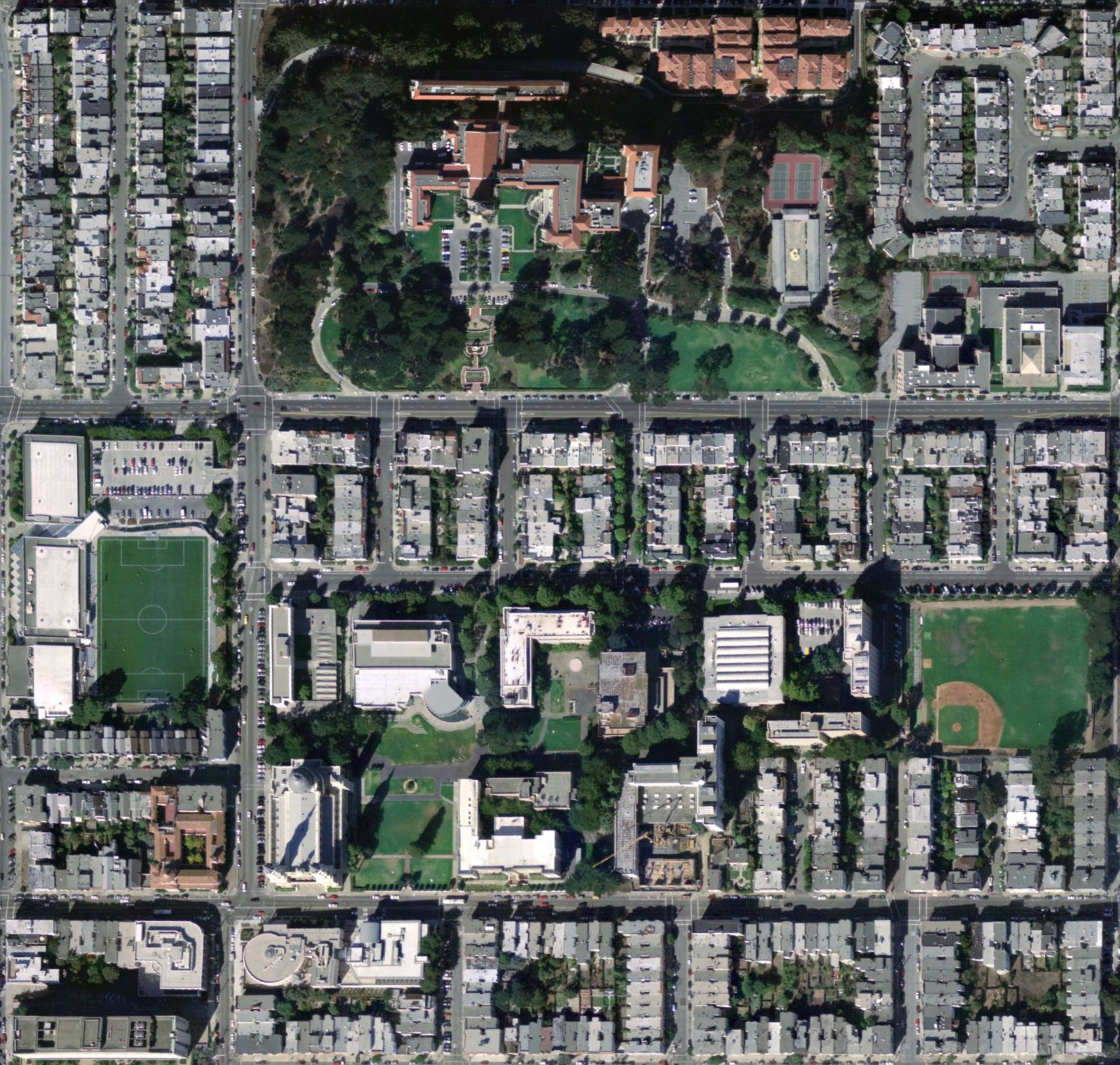
Campusul Universității din San Francisco
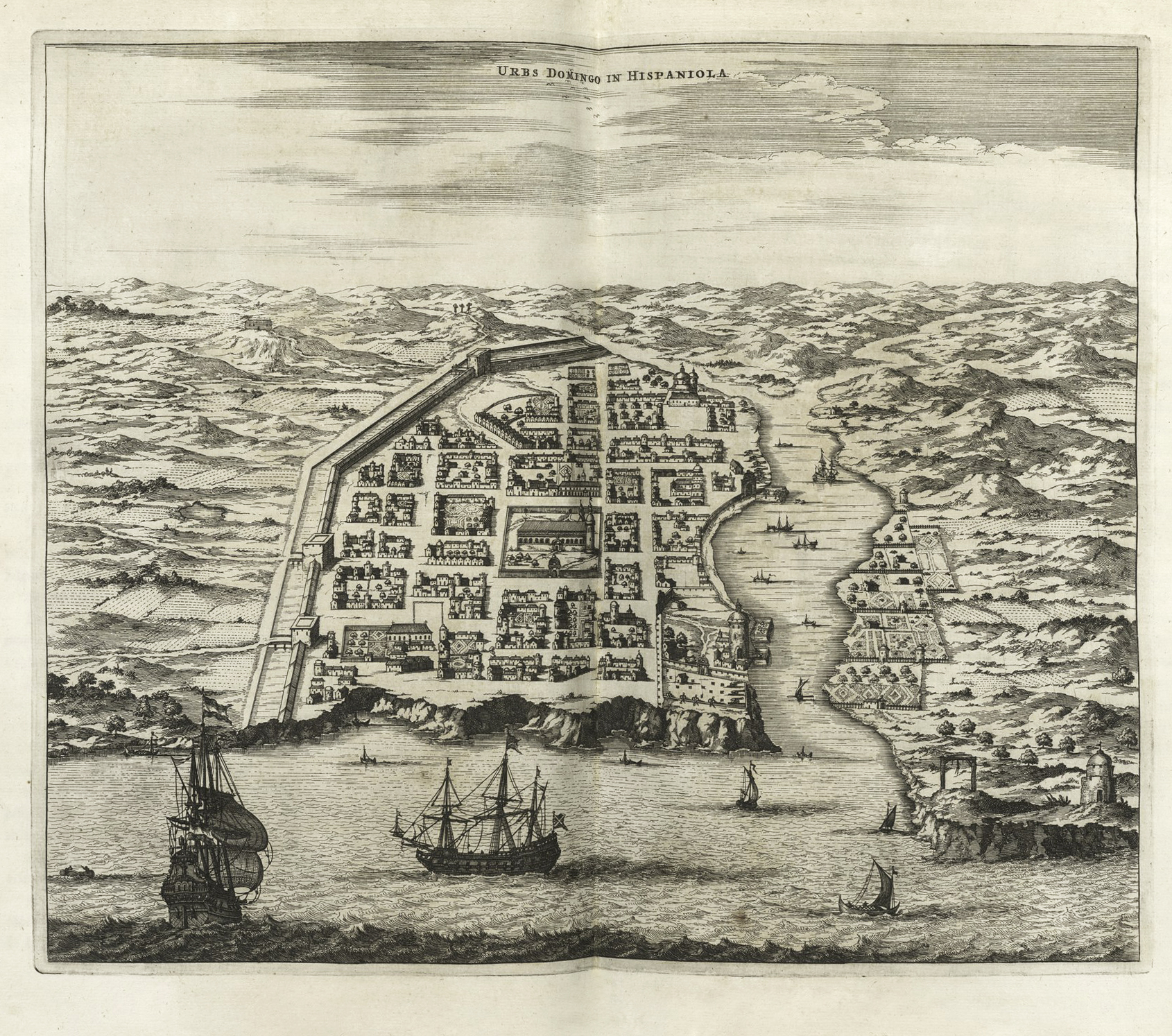
Plan al orașului Santo Domingo în 1671
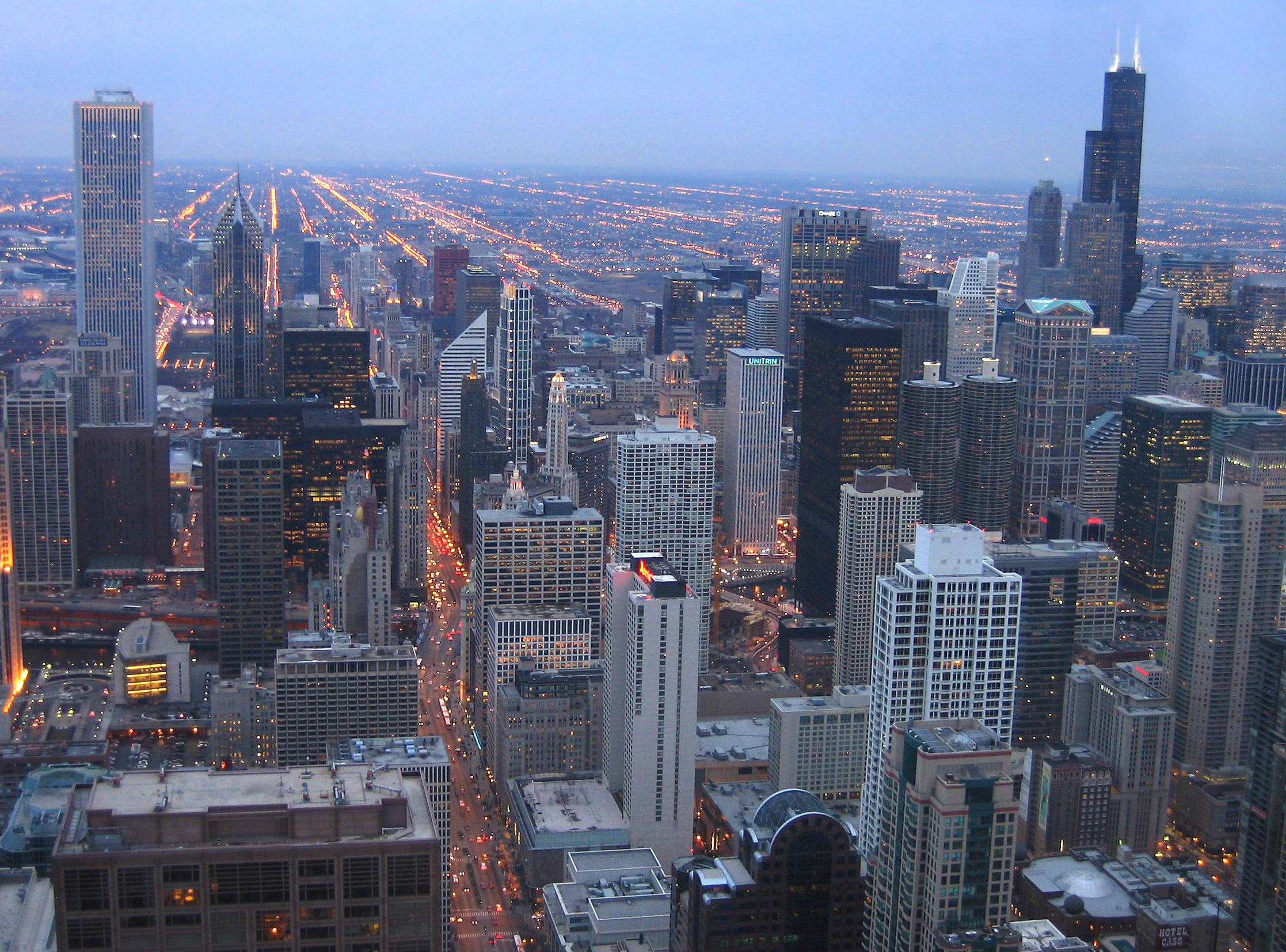
Chicago.
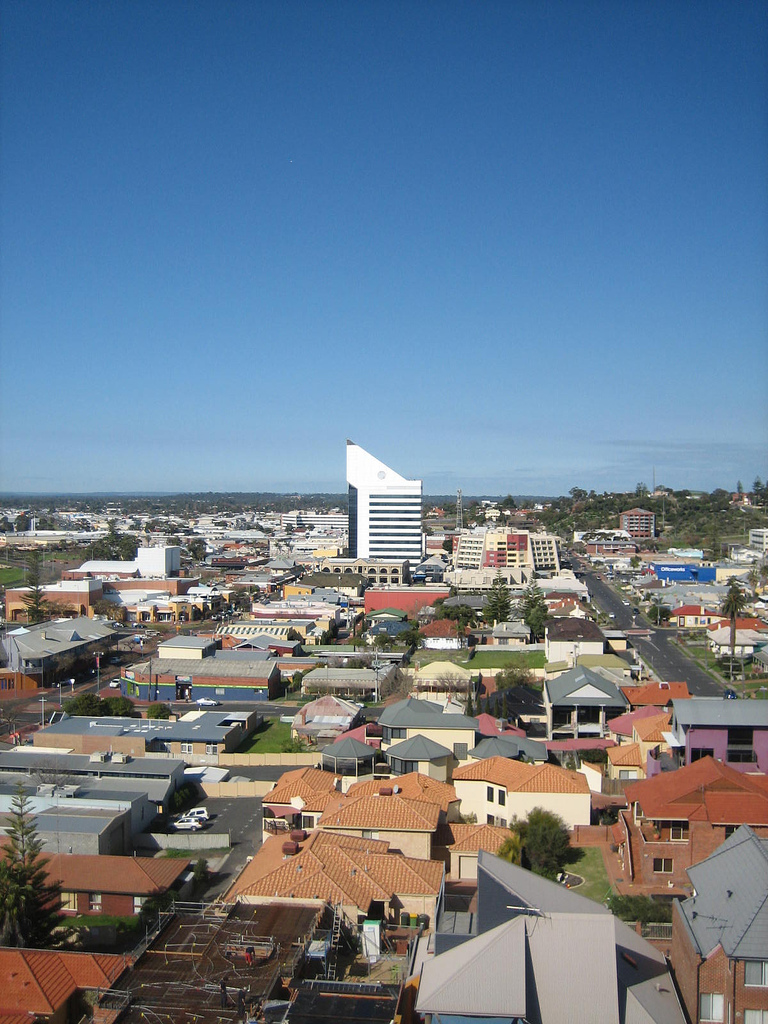
Bunbury.
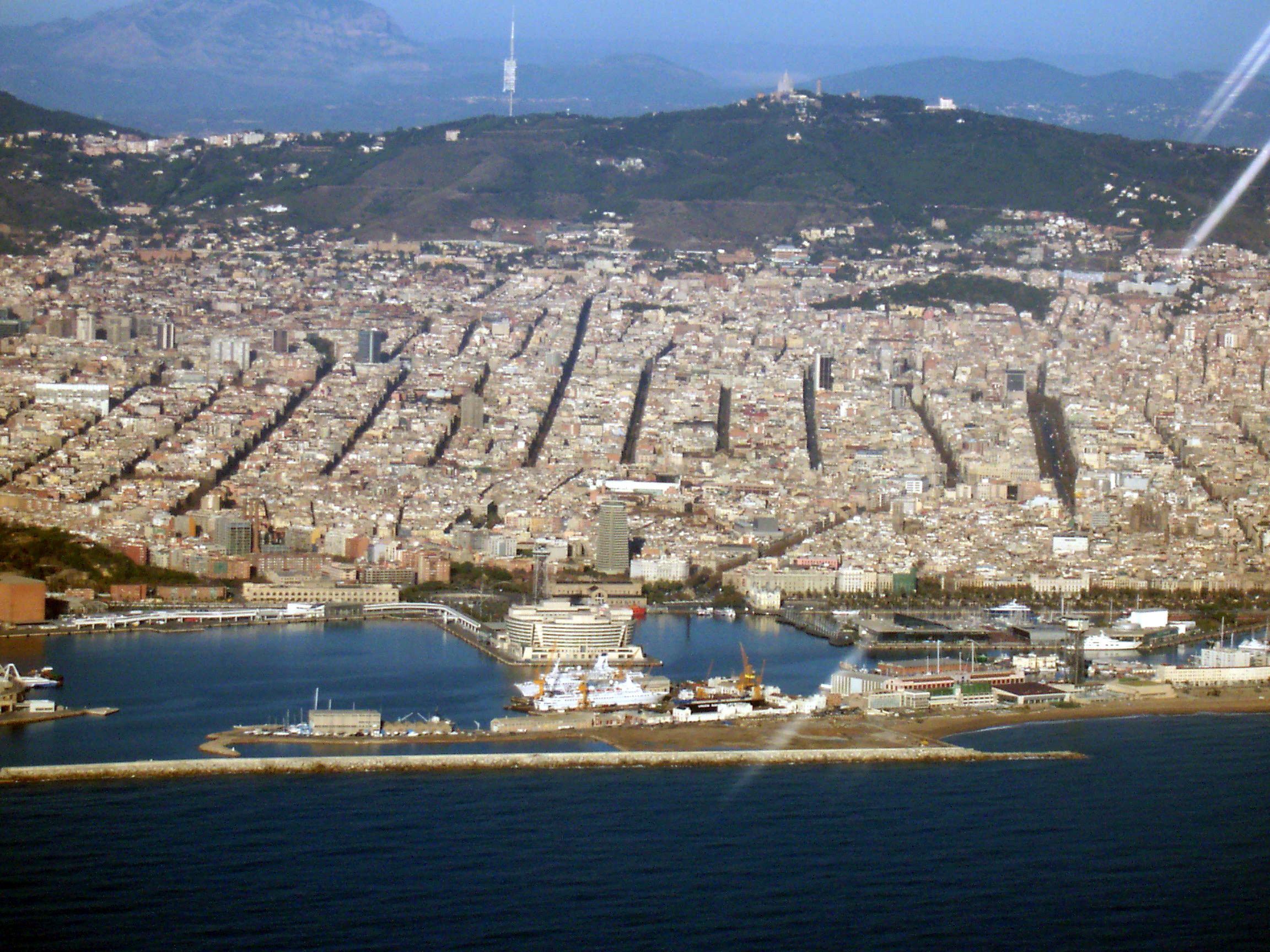
Cartier din Barcelona.
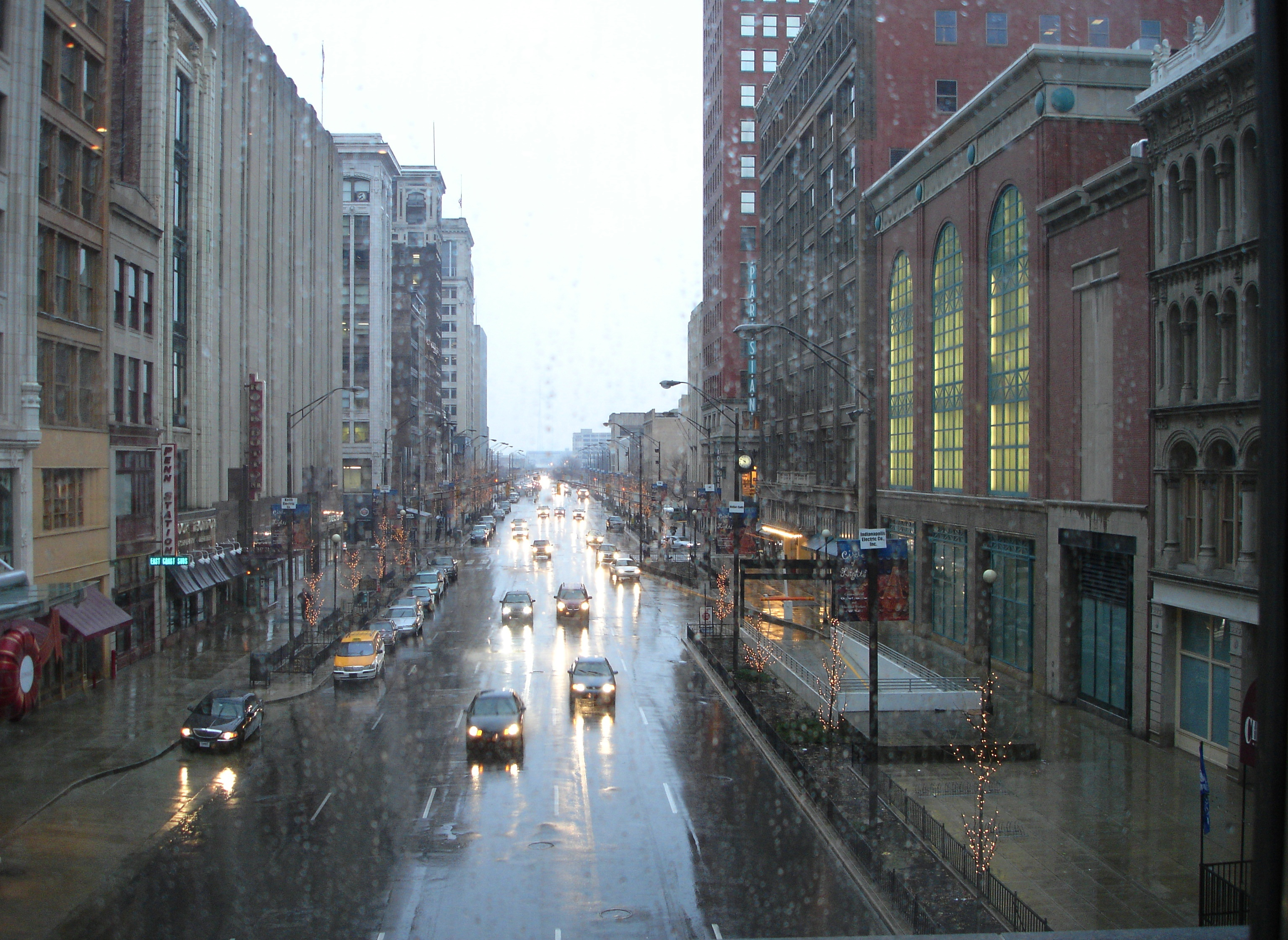
Stradă din Indianapolis.
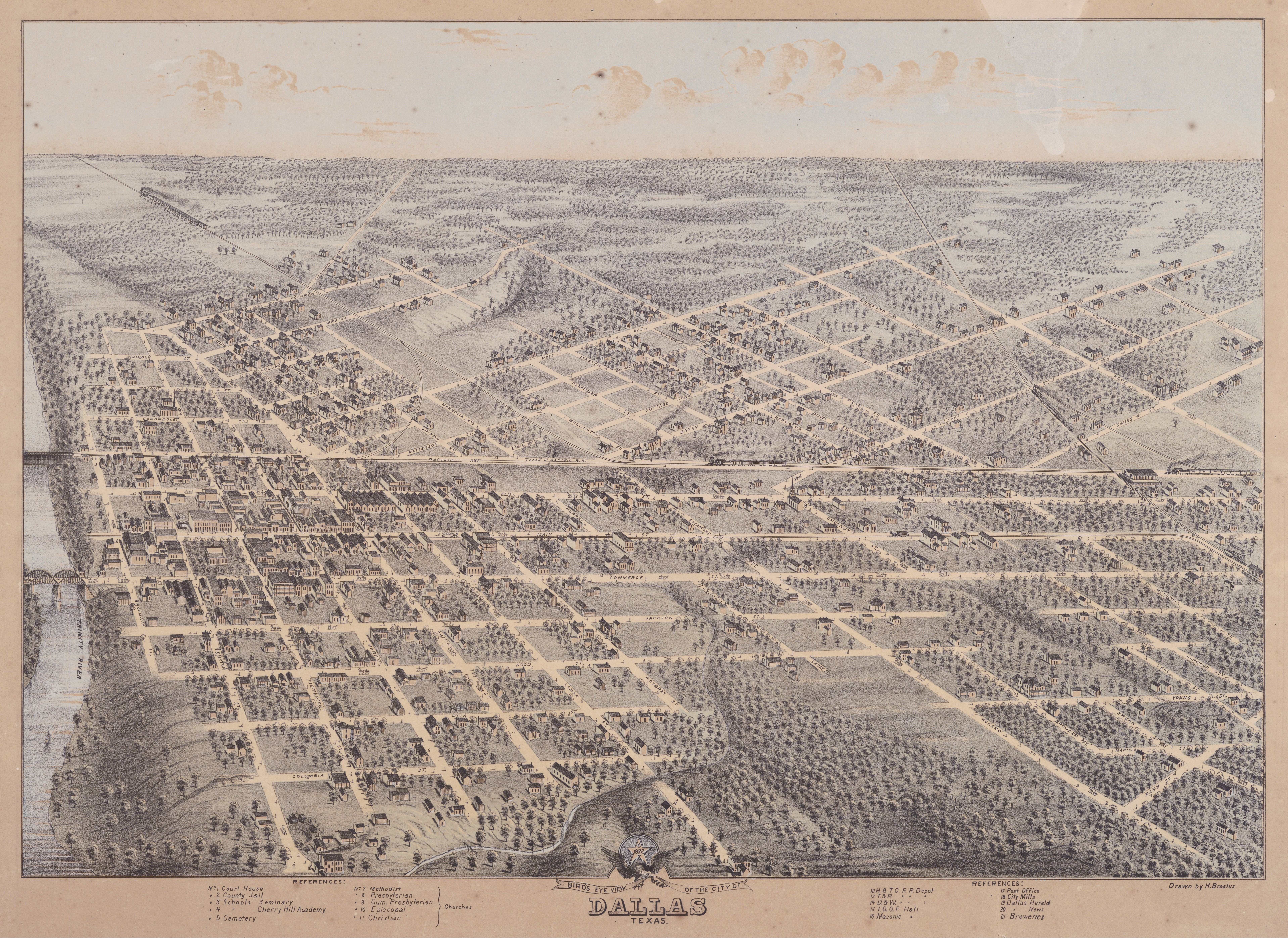
Plan al oraşului Dallas în 1872.
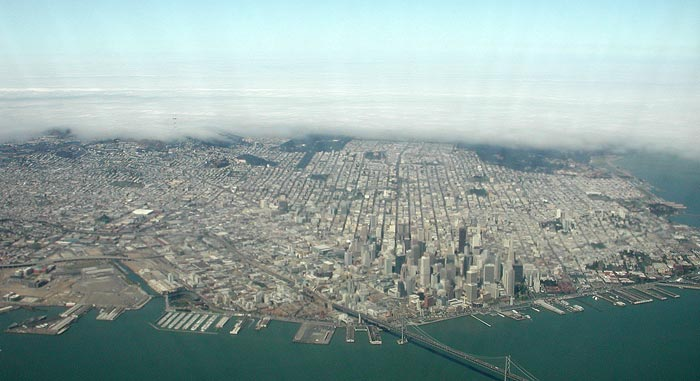
San Francisco.
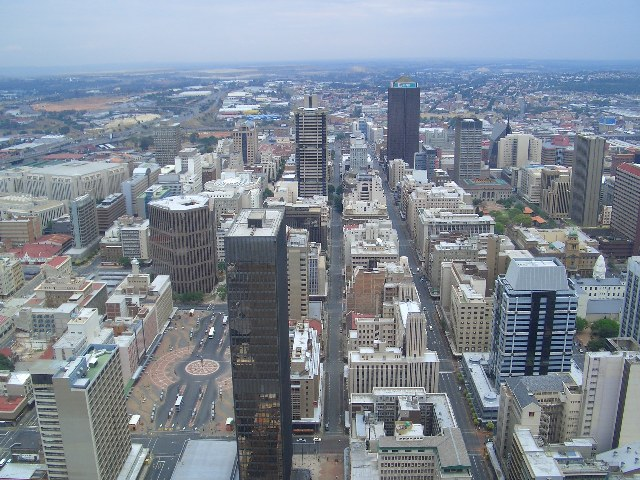
Johannesburg.
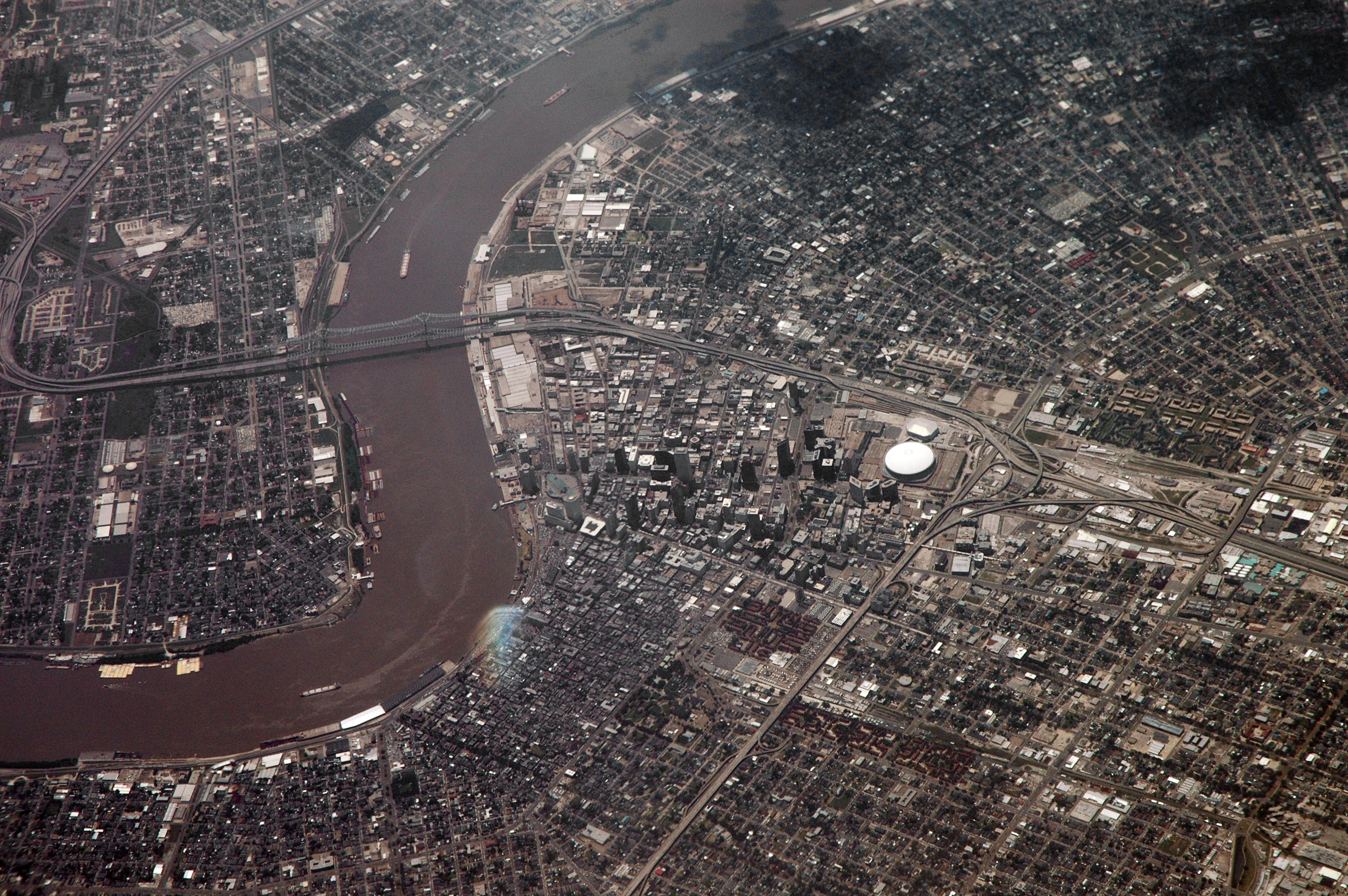
New Orleans.
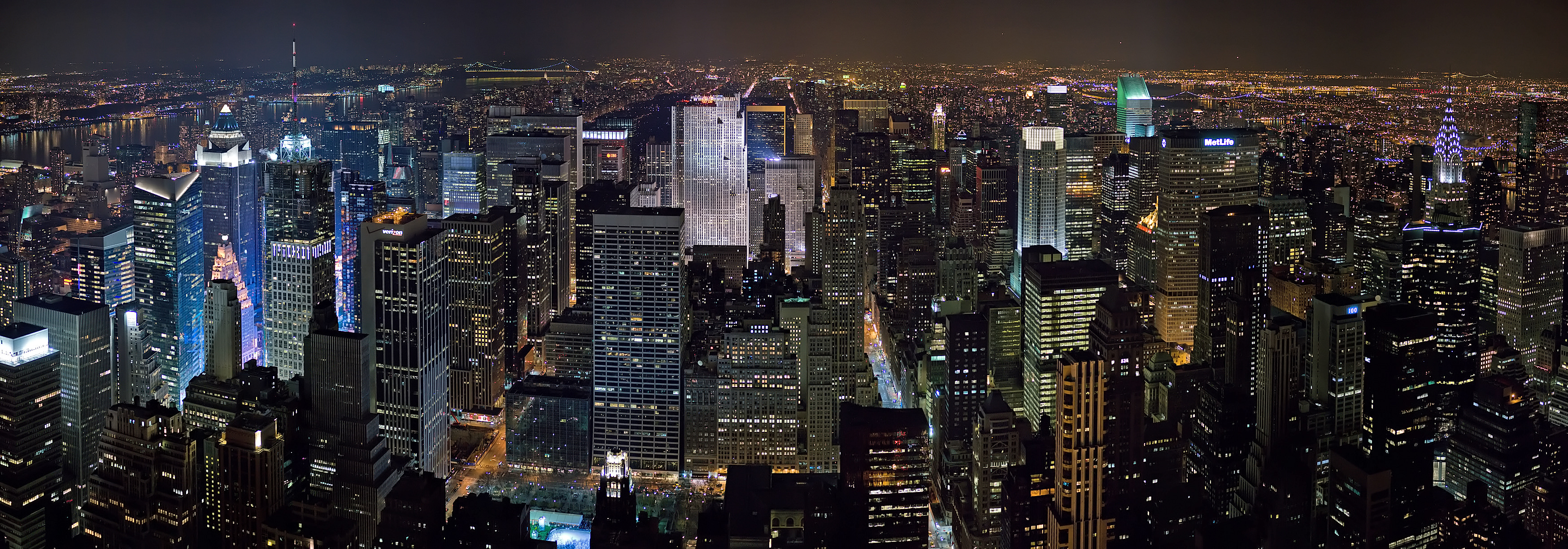
Panoramă urbană asupra Manhattanului.
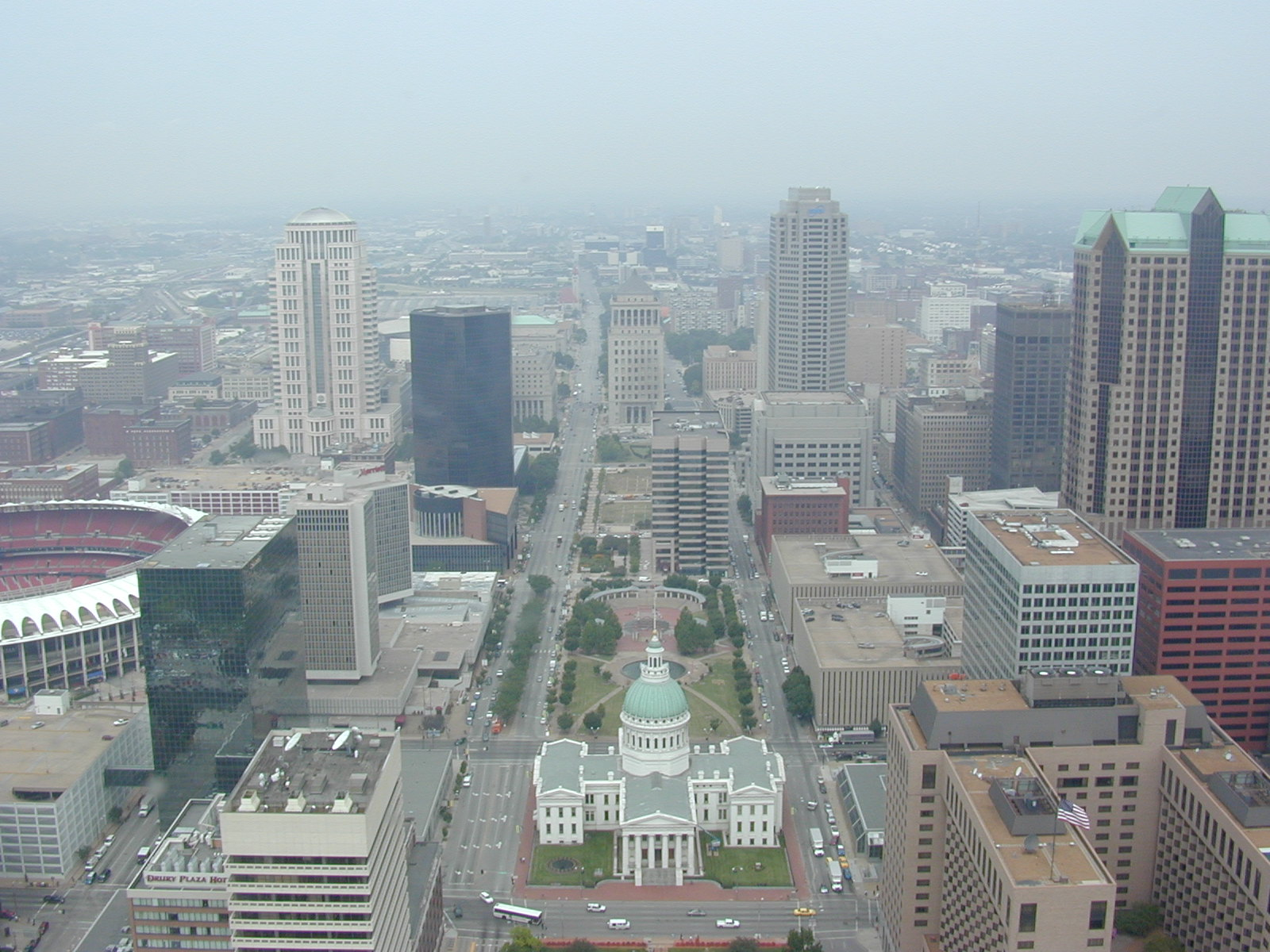
Saint Louis.
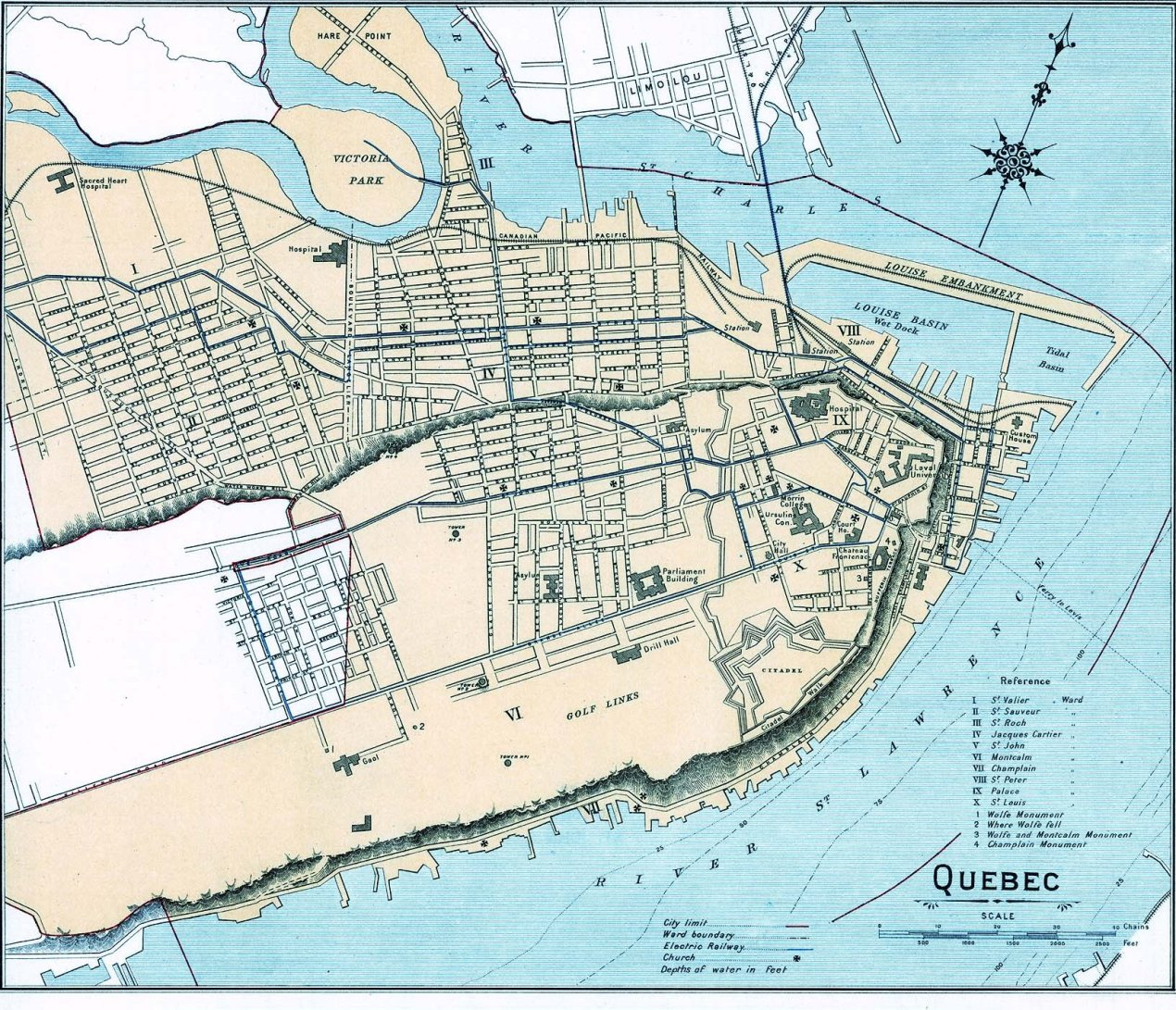
Plan al orașului Québec în 1906.
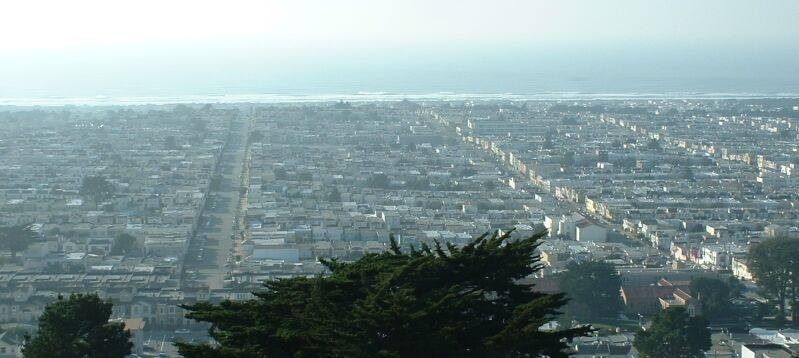
San Francisco.
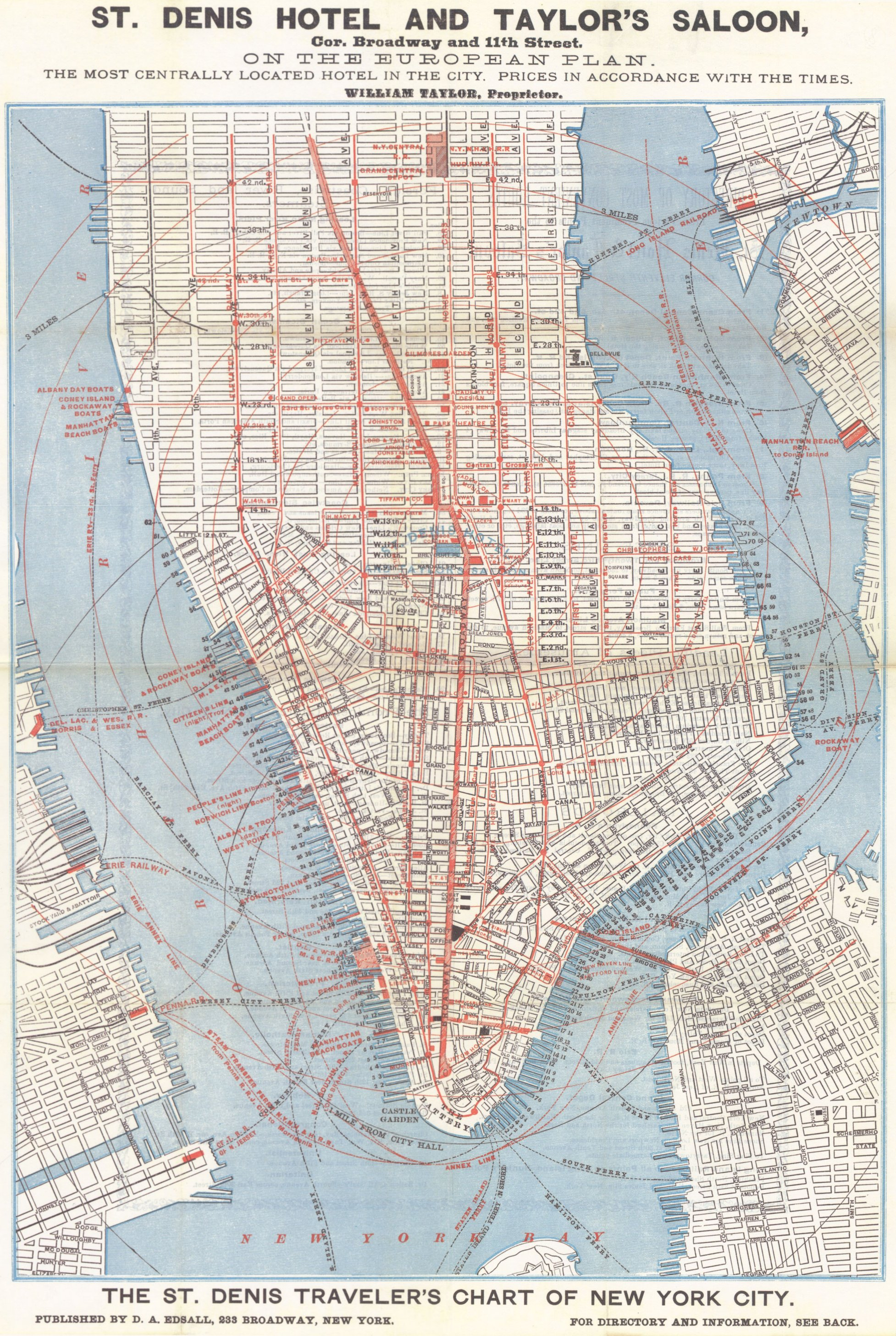
Plan al Manhattanului în 1879.
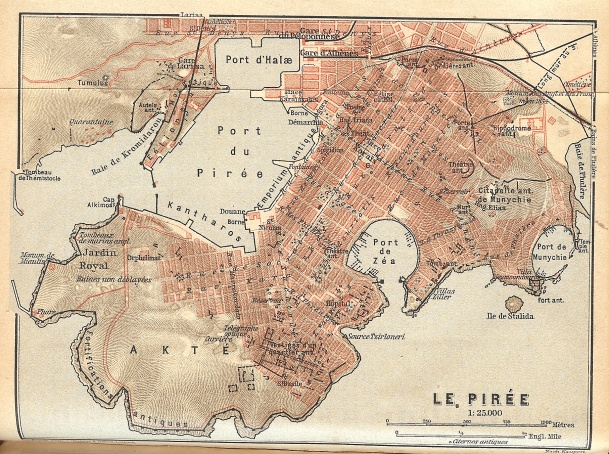
Plan al orașului Pireu în 1908.
Plan al orașului Memphis în 1870.
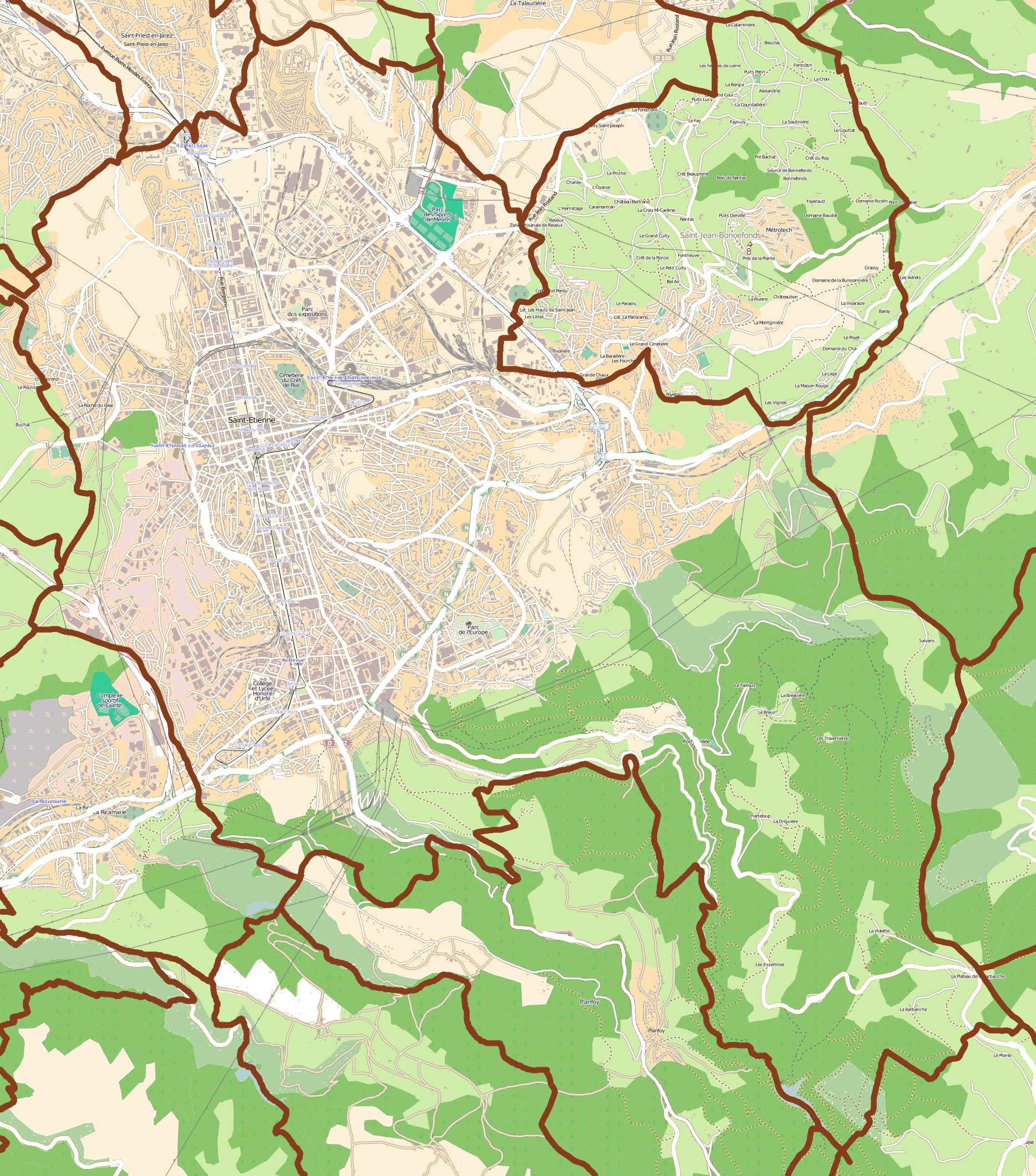
Plan al orașului Saint-Étienne și al centrului său organizat potrivit carelajului în jurul Grand'Rue.

## Articole conexe
- Plan radioconcentric
- Insulă urbană
- Planificare urbană
- Cardo
- Decumanus